# جون أ. واردن الثالث
جون أشلي وأردن الثالث (بالإنجليزية: John Ashley Warden III)‏ (ولد في 21 ديسمبر 1943 في ماككيني، الولايات المتحدة) عقيد متقاعد من القوات الجوية الأمريكية. تخرج وأردن من أكاديمية سلاح الجو الأمريكي (USAFA). امتدت مسيرته الجوية 30 عاما من 1965 إلى 1995 وشملت جولات في فيتنام وألمانيا وإسبانيا وإيطاليا وكوريا فضلا عن العديد من المهام داخل الولايات المتحدة القارية. أكمل وأردن عددا من المهام في البنتاغون وكان مساعدا خاصا لدراسات السياسات وشؤون الأمن القومي لنائب رئيس الولايات المتحدة وكان قائدا لكلية القيادة الجوية والأركان.
أطلق على جون وأردن اسم «الرائد في مجال الطاقة الجوية في القوات الجوية الأمريكية في النصف الثاني من القرن العشرين». كما كان يطلق عليه اسم «أحد أكثر الطيارين إبداعا في عصرنا جون وأردن ليس مجرد طيار مبدع فهو أحد المفكرين الاستراتيجيين الرئيسيين في أميركا».
«تميزت مسيرة وأردن بالتألق والجدل وحتى يومنا هذا يلهم اسمه كل من الحارة الدافئة والازدراء البارد في المؤسسة الدفاعية وكان ولا يزال شخصية مثيرة للجدل ومؤثرة في المؤسسة الدفاعية بشكل عام والقوات الجوية الأمريكية على وجه الخصوص».
لا يزال يجري تقييم تأثيره على مستقبل القوة الجوية في سلاح الجو الأمريكي ولكن «العديد من المؤرخين العسكريين المتميزين والضباط وغيرهم من الخبراء خلصوا إلى أن وأردن عرف الاختصاصات ذاتها لإستراتيجية عسكرية عملية عاصفة الصحراء عام 1991 وبالتالي نهجا جديدا لسلوك الحرب».

## حرب الخليج الثانية
اعترف على نطاق واسع بأن وأردن في ذلك الوقت صاحب السلطة الرئيسية في البنتاغون في تحديد إستراتيجية القوة الجوية. فرقة وأردن اندمجت مع شعبة تحليل منطقة البعثة لتصبح شعبة تقييم القوة تحت قيادته للنظر أبعد من تعاليم المعركة الجوية والبرية التقليدية والتركيز على بقع المتاعب المحتملة مع إيلاء اهتمام خاص للخليج العربي.
قالت سارة باكستر من صحيفة صنداي تايمز في لندن:
الغزو العراقي للكويت في عام 1990 كان خطوة مفاجأة للجميع من صدام حسين. الفريق الأول نورمان شوارتسكوف الذي كان مسؤولا عن مركز القيادة المركزية اتصل هاتفيا بالبنتاغون في 8 أغسطس وطلب من القوات الجوية «وضع المخططين للعمل في حملة تفجير استراتيجي تستهدف الجيش العراقي والتي من شأنها أن توفر الخيارات الانتقامية». احتاج شوارتسكوف إلى شيئين: طريقة للدفاع عن السعودية والقدرة على ضرب العراق إذا قام صدام بخطوة مجنونة.
كان النموذج الذي يتبادر إلى الذهن عملية قصف ليبيا عام 1986 حيث قامت القوات الجوية والبحرية الأمريكية بضرب المواقع الليبية ردا على إرهاب معمر القذافي. كان القائد العام بحاجة إلى شيء مثل غارة ليبيا ولكن على نطاق أوسع".
كان التخطيط لتحرير الكويت من مجموعة وأردن من المدافعين عن حقوق الجو في هيئة الأركان الجوية. كان وأردن وفريقه قد ردوا بسرعة على المهمة التي وضعها الجنرالان كولين باول وشوارتسكوف ووضعوا خطة إستراتيجية التي خضعت لمراجعة قوية ووضع المبادرة في أيدي التحالف ونتجت عنه الانتصار الساحق لعملية عاصفة الصحراء. قال باول: «لا يزال مفهومه الأصلي في قلب حملة عاصفة الصحراء الجوية».
أعلن شوارتسكوف أن «معا وضعنا المفهوم الاستراتيجي الذي أدى في النهاية إلى انتصار بلادنا العظيم في عاصفة الصحراء». كان «نموذج الخواتم الخمس» الذي وضعه وأردن عنصرا أساسيا في العرض العام لشوارتسكوف من المخطط العام للحملة الجوية في أواخر أغسطس 1990.
ديفيد هالبرستام أكد في كتاب الحرب في زمن السلام: بوش وكلينتون والجنرالات في عام 2002:
إن رؤية وأردن للعدو ك«نظام» والأهمية الأساسية لأجهزة القيادة والسيطرة والاتصالات داخل هذا النظام جنبا إلى جنب مع اعتقاده بالقصف من أجل تعطيل وظيفي والشلل الاستراتيجي والتأثير المنهجي التي كانت في صميم الحملة الجوية الرعدية الفورية في حرب الخليج الثانية وقد لعبت دورا هاما في تغيير وجهة نظر الولايات المتحدة من الحرب على المستويين الاستراتيجي والتشغيلي.
نظرياته حول التخطيط القائم على التأثيرات وأفكاره المتطرفة حول أغراض القوة الجوية وتطبيقاتها جعلته ربما أكثر نظريات القوة الجوية تأثيرا منذ الحرب العالمية الثانية.